# Giuseppe Prinzi
Giuseppe Maria Prinzi (* 11. September 1825 in Messina; † 7. Juli 1895 in Frascati) war ein italienischer Bildhauer aus Sizilien.

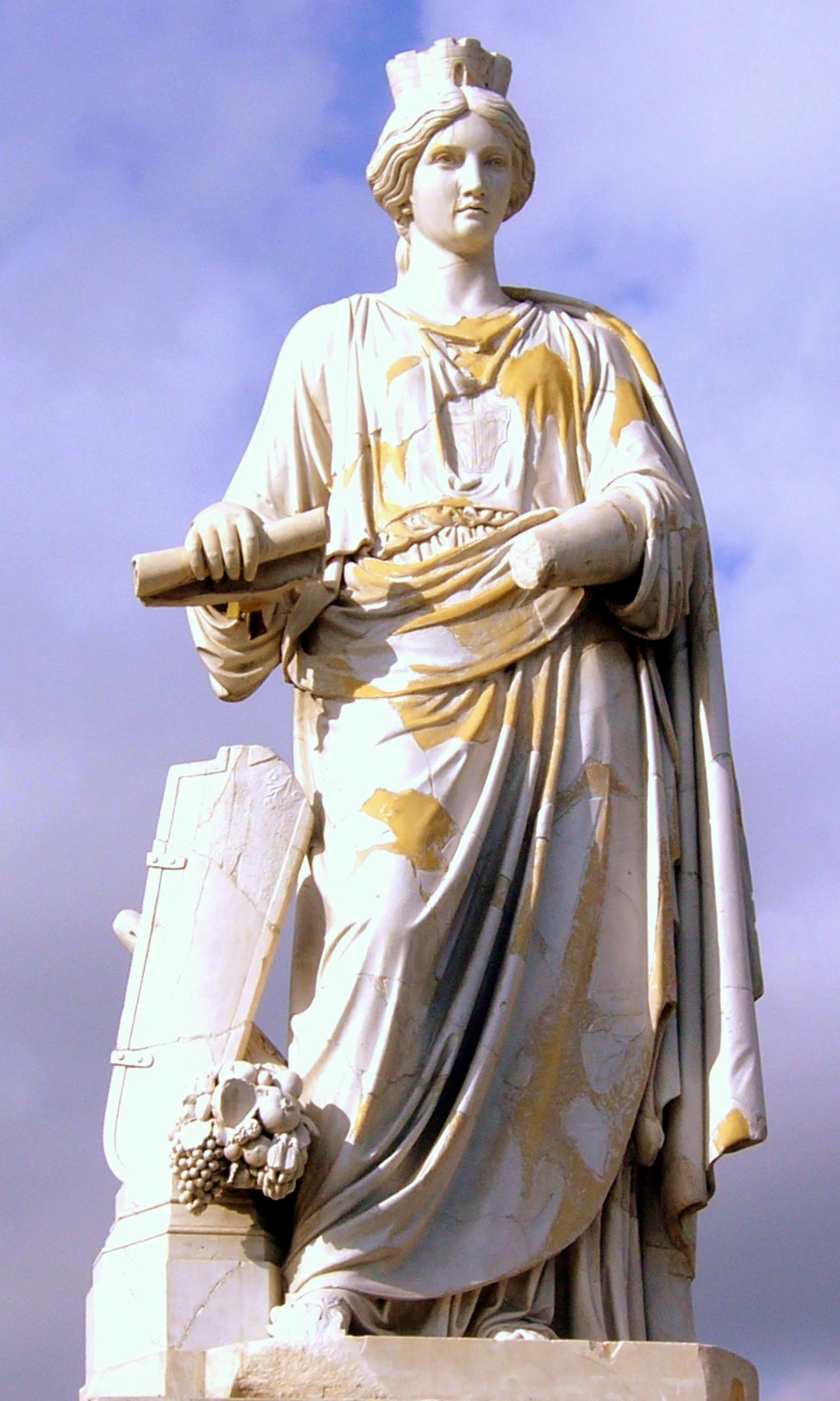
Giuseppe Prinzi: Allegorische Statue der Messina (1852)

## Leben
Prinzi war Sohn eines Händlers und erhielt zunächst in seiner Heimatstadt eine Ausbildung an der Scuola di Disegno von Letterio Subba, später wurde er in Messina Schüler von Michele Panebianco. Mitte des 19. Jahrhunderts ging er nach Rom und studierte an der Accademia di San Luca unter Tommaso Aloisio Juvarra und Pietro Tenerani, um seine Studien zu perfektionieren.
Erste Aufträge bekam er von der Stadt Messina erteilt. Er schuf Skulpturen in Rom, Umbrien und Messina.

## Werke (Auswahl)
- Messina: Allegorische Frauenfigur Messina (1852)
- Campobasso: Statue der Flora (1873)
- Petersdom (Vatikan): Statue Der Heilige Wilhelm von Vercelli (1878)
- Pincio (Rom): Büste des Astronomen Angelo Secchi (1879)
- Chiesa di San Benedetto (Norcia): Statue des Heiligen Benedikt (1880)
- Castello Pennisi di Floristella (Acireale): Basrelief Grablegung (1886)
- Kathedrale San Giovanni (Ragusa): Basrelief
- Teatro Vittorio Emanuele II (Messina): Büste Ferdinand II. (Sizilien)
- Museo Regionale di Messina: Marmorbüste Antonello da Messina